# Enscherange
Ne doit pas être confondu avec Escherange.
Enscherange (luxembourgeois : Äischer, allemand : Enscheringen) est une section de la commune luxembourgeoise de Kiischpelt située dans le canton de Wiltz.